# Мар'янівська сільська рада (Захарівський район)
Мар'я́нівська сільська́ ра́да —колишня  адміністративно-територіальна одиниця та орган місцевого самоврядування у Захарівському районі Одеської області. Адміністративний центр — село Мар'янівка.

## Загальні відомості
Мар'янівська сільська рада утворена в 1963 році.
- Територія ради: 71,71 км²
- Населення ради: 1 015 осіб (станом на 2001 рік)

## Населені пункти
Сільській раді підпорядковані населені пункти:
- с. Мар'янівка
- с. Дементівка
- с. Оленівка
- с. Первомайське
- с. Петрівка

## Населення
Згідно з переписом 1989 року населення села становило 1131 особа, з яких 494 чоловіки та 637 жінок.
За переписом населення 2001 року в селі мешкали 982 особи.

### Мова
Розподіл населення за рідною мовою за даними перепису 2001 року:
| Мова       | Відсоток |
| ---------- | -------- |
| українська | 84,63 %  |
| молдовська | 12,02 %  |
| російська  | 2,66 %   |
| болгарська | 0,2 %    |
| вірменська | 0,2 %    |
| білоруська | 0,1 %    |

## Склад ради
Рада складалася з 14 депутатів та голови.
- Голова ради: Григоренко Віра Петрівна
- Секретар ради: Ільків Лариса Борисівна

### Керівний склад попередніх скликань
| Прізвище, ім'я, по батькові    | Основні відомості                                                                             | Дата обрання | Дата звільнення |
| ------------------------------ | --------------------------------------------------------------------------------------------- | ------------ | --------------- |
| Кукулєвський Ігор Валентинович | Сільський голова, 1967 року народження, член Партії національно-економічного розвитку України | 26.03.2006   | 31.10.2010      |
| Григоренко Віра Петрівна       | Сільський голова, 1957 року народження, освіта незакінчена вища, член Партії регіонів         | 31.10.2010   |                 |

Примітка: таблиця складена за даними сайту Верховної Ради України

### Депутати
За результатами місцевих виборів 2010 року депутатами ради стали:

#### За суб'єктами висування
| Суб'єкт висування            | Кількість обраних депутатів | %    |
| ---------------------------- | --------------------------- | ---- |
| Партія регіонів              | 7                           | 50   |
| Самовисування                | 6                           | 42,9 |
| Соціалістична партія України | 1                           | 7,1  |

#### За округами
| № округу                     | Прізвище, ім'я, по батькові    | Дата визнання обраним | Освіта             | Партійна приналежність             | Відомості про обраного депутата                    |
| ---------------------------- | ------------------------------ | --------------------- | ------------------ | ---------------------------------- | -------------------------------------------------- |
| Партія регіонів              |                                |                       |                    |                                    |                                                    |
| 1                            | Авдонькін Михайло Петрович     | 03.11.2010            | середня            | член Партії регіонів               | приватний підприємець                              |
| 3                            | Берестенко Наталія Миколаївна  | 03.11.2010            | середня спеціальна | член Партії регіонів               | Мар'янівська сільська рада, землевпорядник         |
| 7                            | Ільків Лариса Борисівна        | 03.11.2010            | вища               | член Партії регіонів               | Мар'янівська сільська рада, секретар               |
| 9                            | Гринь Микола Михайлович        | 03.11.2010            | середня            | член Партії регіонів               | тимчасово не працює                                |
| 10                           | Пилипчук Валентина Леонідівна  | 03.11.2010            | середня            | член Партії регіонів               | ТОВ «Апікс», бухгалтер                             |
| 11                           | Андрущак Ігор Леонідович       | 03.11.2010            | середня            | член Партії регіонів               | тимчасово не працює                                |
| 12                           | Куницький Ігор Олександрович   | 03.11.2010            | середня            | член Партії регіонів               | тимчасово не працює                                |
| Соціалістична партія України |                                |                       |                    |                                    |                                                    |
| 4                            | Промота Аліна Миколаївна       | 03.11.2010            | вища               | член Соціалістичної партії України | Оленівськаий навчально-виховний комплекс, вчитель  |
| Самовисування                |                                |                       |                    |                                    |                                                    |
| 2                            | Пащенко Олена Леонідівна       | 03.11.2010            | середня спеціальна | позапартійна                       | приватний підприємець «Пащенко», продавець         |
| 5                            | Радукан Павліна Михайлівна     | 03.11.2010            | вища               | позапартійна                       | районна ветеринарна лікарня, інспектор ветеринарії |
| 6                            | Нежинська Тетяна Іванівна      | 03.11.2010            | вища               | позапартійна                       | Оленівский навчально-виховний комплекс, директор   |
| 8                            | Кукулєвський Ігор Валентинович | 03.11.2010            | середня спеціальна | член Партії регіонів               | Мар'янівська сільська рада, голова                 |
| 13                           | Яковлєва Ольга Володимирівна   | 03.11.2010            | середня спеціальна | член Партії регіонів               | Первомайська сільська бібліотека, бібліотекар      |
| 14                           | Скляренко Ганна Михайлівна     | 03.11.2010            | середня спеціальна | позапартійна                       | ТОВ «Апікс», бухгалтер                             |